# Biemna caribea
Biemna caribea är en svampdjursart som beskrevs av Gustavo Pulitzer-Finali 1986. Biemna caribea ingår i släktet Biemna och familjen Desmacellidae. Inga underarter finns listade i Catalogue of Life.